# Гермерсгайм (район)
Гермерсгайм (нім. Germersheim) — район у Німеччині, у складі федеральної землі Рейнланд-Пфальц. Адміністративний центр — місто Гермерсгайм.

## Населення
Населення району становить 129 006 осіб (станом на 31 грудня 2020).

## Адміністративний поділ
Район складається з 29 громад (нім. Gemeinden), об'єднаних в 6 об'єднань громад (нім. Verbandsgemeinden), а також двох самостійних міст, що не входять до складу жодного з об'єднань громад.
Дані про населення наведені станом на 31 грудня 2020. Зірочками (*) позначені центри об'єднань громад.
Самостійні міста:
| - 1. Гермерсгайм (20643) - 2. Верт-ам-Райн (18217) |

| Об'єднання громад: - 1. Бельгайм 1. Бельгайм* (8671) 2. Кніттельсгайм (1045) 3. Оттерсгайм-бай-Ландау (1835) 4. Цайскам (2190) - 2. Гагенбах 1. Берг (Пфальц) (2029) 2. Гагенбах* (5456) 3. Нойбург-ам-Райн (2582) 4. Шайбенгардт (604) - 3. Йокгрім 1. Гатценбюль (2823) 2. Йокгрім* (7460) 3. Нойпоц (1886) 4. Райнцаберн (4975) | - 4. Кандель 1. Ерленбах-бай-Кандель (710) 2. Фреккенфельд (1563) 3. Кандель* (8990) 4. Мінфельд (1690) 5. Штайнвайлер (1981) 6. Фольмерсвайлер (200) 7. Вінден (1099) - 5. Лінгенфельд 1. Фрайсбах (1157) 2. Лінгенфельд* (5802) 3. Луштадт (3413) 4. Швегенгайм (3072) 5. Вайнгартен (Пфальц) (1835) 6. Вестгайм (Пфальц) (1755) - 6. Рюльцгайм 1. Гердт (2649) 2. Кугардт (1870) 3. Ляймерсгайм (2555) 4. Рюльцгайм* (8249) |